# Nagios

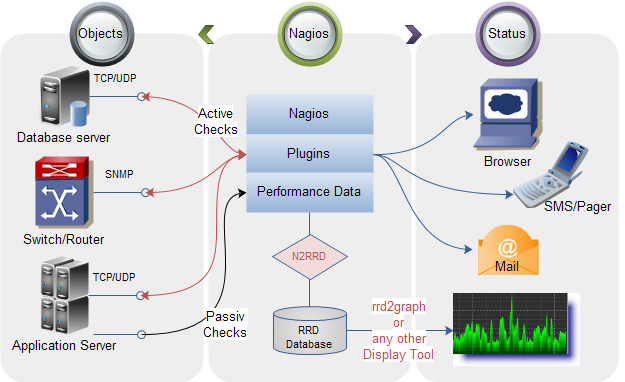
El objetivo del Nagios

Nagios es un sistema de monitorización de redes ampliamente utilizado, de código abierto, que vigila los equipos (hardware) y servicios (software) que se especifiquen, alertando cuando el comportamiento de los mismos no sea el deseado.
Una de las características principales de Nagios es su capacidad para realizar la monitorización de servicios de red, como SMTP, POP3, HTTP, SNMP y muchos otros. Esto permite a los administradores de red supervisar el funcionamiento de los servicios y recibir alertas cuando se detectan problemas en su comportamiento. Sin embargo, Nagios va más allá y también proporciona la capacidad de monitorizar recursos de sistemas hardware, como la carga del procesador, el uso de los discos, la memoria y el estado de los puertos. Esta funcionalidad permite a los administradores tener una visión completa del rendimiento y la disponibilidad de los recursos de la red.
Además de la monitorización de servicios y recursos, Nagios ofrece la posibilidad de realizar inventario de red. A través de la configuración adecuada, Nagios puede recopilar información detallada sobre los dispositivos de red, como direcciones IP, nombres de host, fabricante, sistema operativo y puertos abiertos. Esta capacidad de inventario proporciona a los administradores una visión completa de los activos de la red y facilita la identificación de dispositivos no autorizados o cambios en la infraestructura de red.
Entre sus características también figuran la independencia de sistemas operativos, la posibilidad de monitorización remota mediante túneles SSL cifrados o SSH, y la posibilidad de programar plugins específicos para nuevos sistemas.
Se trata de un software que proporciona una gran versatilidad para consultar prácticamente cualquier parámetro de interés de un sistema, y genera alertas, que pueden ser recibidas por los responsables correspondientes mediante (entre otros medios) correo electrónico y mensajes SMS, cuando estos parámetros exceden de los márgenes definidos por el administrador de red.
Llamado originalmente Netsaint, nombre que se debió cambiar por coincidencia con otra marca comercial, fue creado y es actualmente mantenido por Ethan Galstad, junto con un grupo de desarrolladores de software que mantienen también varios complementos.
Nagios fue originalmente diseñado para ser ejecutado en GNU/Linux, pero también se ejecuta bien en variantes de Unix.
Nagios está disponible en virtud de la GNU General Public License Version 2 publicada por la Free Software Fundation.

## Descripción
- Monitorización de servicios de red (SMTP, POP3, HTTP, NNTP, ICMP, SNMP).
- Monitorización de los recursos de equipos hardware (carga del procesador, uso de los discos, logs del sistema) en varios sistemas operativos, incluso Microsoft Windows con los plugins NRPE_NT o NSClient++.
- Monitorización remota, a través de túneles SSL cifrados o SSH.
- Diseño simple de plugins, que permiten a los usuarios desarrollar sus propios chequeos de servicios dependiendo de sus necesidades, usando sus herramientas preferidas (Bash, C++, Perl, Ruby, Python, PHP, C#...).
- Chequeo de servicios paralizados.
- Posibilidad de definir la jerarquía de la red, permitiendo distinguir entre host caídos y host inaccesibles.
- Notificaciones a los contactos cuando ocurren problemas en servicios o hosts, así como cuando son resueltos (a través del correo electrónico, buscapersonas, Jabber, SMS, o cualquier método definido por el usuario junto con su correspondiente complemento).
- Posibilidad de definir manejadores de eventos que ejecuten al ocurrir un evento de un servicio o host para resoluciones de problemas proactivas.
- Rotación automática del archivo de registro.
- Soporte para implementar hosts de monitores redundantes.
- Visualización del estado de la red en tiempo real a través de interfaz web, con la posibilidad de generar informes y gráficas de comportamiento de los sistemas monitorizados, y visualización del listado de notificaciones enviadas, historial de problemas, archivos de registros....

## Significado de Nagios

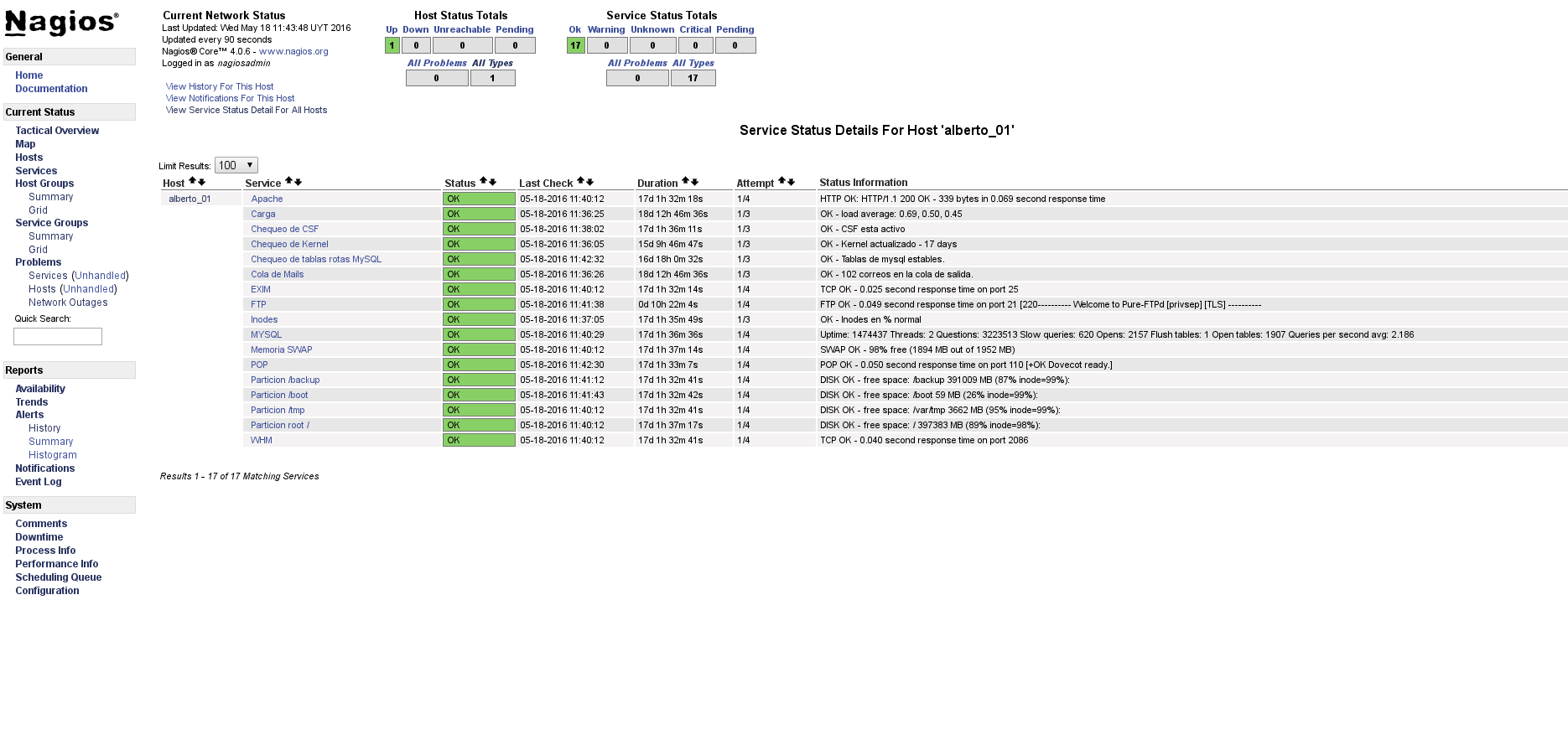
Muestra servicios de un Host determinado, mostrando información de demonios de sistema y su estado.

Según Ethan Galstad en el FAQ oficial del sitio de Nagios, N.A.G.I.O.S. es un acrónimo recursivo: «Nagios Ain't Gonna Insist On Sainthood». Es una referencia a la encarnación original del software bajo el nombre de Netsaint, el cual tuvo que ser cambiado por ser supuestamente similar a un nombre comercial. "Agios" significa "santo" en griego.